# 마크 레이섬

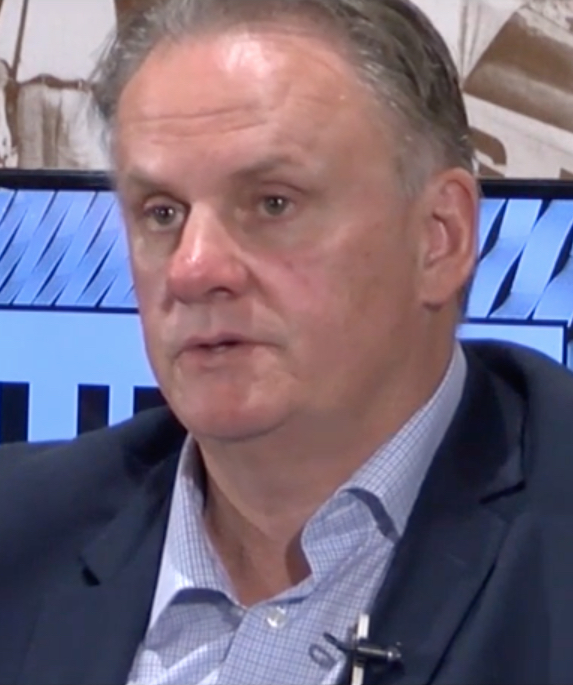

마크 윌리엄 레이섬(Mark William Latham, 1961년 2월 28일 ~ )은 오스트레일리아의 정치인이다.

## 성장 과정
시드니 대학교에서 경제학사를 취득했고, 1987년 뉴사우스웨일스주 리버풀(Liverpool)시장 취임과 동시에 정계에 진출하였다. 1994년부터(~2005) 지역구 연방(하원)국회의원으로 활동하였으며, 신랄한 언사와 적극적인 활동을 통해 점차 중앙정치의 중심에서 지도자 역할을 하였다. 결국, 3연속 선거 패배로 실의에 빠져있던 2003년에 오스트레일리아 노동당의 당의장이 되었다. 이라크 전쟁에 비판적인 그는 조지 W 부시를 '현존하는 가장 위험한 대통령'으로 평가한 바 있다.

## 주요 정책
'기회의 사다리'(Ladder of Opportunity)정책패키지를 통해 새로운 사회민주적 복지를 실현하고 동시에 노동당의 재집권을 꿈꿨던 그의 정책은, 시장경제에서 '기회의 평등'을 확산시키고 소외계층에 대한 복지를 강화하여, 중산층이 두텁고 튼튼한, 그리고 계층간 상향이동이 좀 더 자유로운, 역동적 국가건설을 목표로 했다. 기타 정책으로는 집권시 2004년 크리스마스까지 이라크에 파병된 자국 군인들의 즉각 철수, 교토 의정서 지원 등을 약속했다.

## 2004년 오스트레일리아 국회의원 총선거
혁신적 정책들을 내세우고, 당시의 강력한 반전-평화 움직임 및 보수정권 심판론 등에 힘입어, 선거 초반 여론조사에서는 보수연립에 앞서 정권교체를 노렸으나, 이라크전의 장기화, 그리고 당시 체결된 미국-호주 자유무역협정등 큰 현안 앞에서 우왕좌왕하는 모습과 아울러, 경제호황을 이끈 존 하워드측의 '이자율'(Interest rates)파상공세를 막아내지 못하면서, 오히려 의석수를 더 빼앗기며 참패했다. 선거결과는 오스트레일리아(국가 개관, 바로 옆)을 클릭할것.

## 현재
선거 패배의 후유증을 극복하지 못한 채, 이후 2년여의 시간 동안 노동당은 극심한 혼란상을 보였다. 그가 2005년 초에 당의장직을 그만둔 이래 주도권 다툼은 더욱 치열했다. 선거패배의 책임과 향후 당의 노선을 놓고 벌인 치열한 공방전에서 점차 설 자리를 잃은 그는 결국 그해 말에 정계를 떠났으며, 이후 저술활동에 몰두했다. 그러나 그의 저서 <<레이썸 일기>>(The Latham Diaries, 2005)마저 위 논쟁의 한가운데에 휘말렸다.

## 역대 선거 결과
| 선거명      | 직책명                   | 대수 | 정당                  | 득표율 | 득표수   | 결과 | 당락                 |
| ----------- | ------------------------ | ---- | --------------------- | ------ | -------- | ---- | -------------------- |
| 1994년 선거 | 하원의원 (베리와 선거구) | 37대 | 오스트레일리아 노동당 | 50.13% | 30,337표 | 1위  | 베리와 하원의원 당선 |
| 1996년 선거 | 하원의원 (베리와 선거구) | 38대 | 오스트레일리아 노동당 | 47.90% | 33,800표 | 1위  | 베리와 하원의원 당선 |
| 1998년 선거 | 하원의원 (베리와 선거구) | 39대 | 오스트레일리아 노동당 | 50.58% | 37,106표 | 1위  | 베리와 하원의원 당선 |
| 2001년 선거 | 하원의원 (베리와 선거구) | 40대 | 오스트레일리아 노동당 | 50.33% | 35,980표 | 1위  | 베리와 하원의원 당선 |
| 2004년 선거 | 하원의원 (베리와 선거구) | 41대 | 오스트레일리아 노동당 | 52.64% | 40,837표 | 1위  | 베리와 하원의원 당선 |